# Ziczacella

Ziczacella (лат.) — род цикадок из отряда Полужесткокрылых.

## Описание
Цикадки длиной около 3 мм. Желтоватые, с парой темных пятен на темени. Умеренно стройные, напоминающие по габитусу представителей рода Arboridia. Около 6 видов.
- Ziczacella dworakowskae (Anufriev, 1969)
- Ziczacella heptapotamica (Kusnezov, 1928)